# Мазаев, Михаил Дмитриевич
Михаи́л Дми́триевич Маза́ев (род. 1926) — передовик советского сельского хозяйства, звеньевой опытно-производственного хозяйства Всесоюзного научно-исследовательского института зернобобовых культур, Орловский район Орловской области, Герой Социалистического Труда (1973).

## Биография
Родился в 1926 году в деревне Паюсово Болховского уезда Орловской губернии в русской крестьянской семье. В 1941 году, с началом Великой Отечественной войны, начал свою трудовую деятельность прицепщиком в Паюсовской машинно-тракторной станции (МТС), которая осуществляла свою деятельность при колхозе «Путь к коммунизму» Орловского района. Завершив обучение на трёхмесячных курсах трактористов-машинистов, стал работать механизатором, самостоятельно освоил различную сельскохозяйственную технику. 
После реорганизации машинно-тракторной станции, в 1958 году продолжил свой трудовой путь в колхозе «Путь к коммунизму», который в 1962 году был присоединён к опытному хозяйству Всесоюзного научно-исследовательского института зернобобовых культур. В 1963 году, будучи руководителем полеводческого звена, собрал урожай кукурузы по 250 центнеров зелёной массы с гектара, что стало наивысшим результатом по Орловской области. 
По результатам сельскохозяйственных работ в 7-й семилетке (1959–1965) был награждён медалью, а в 8-й пятилетке (1966–1970) был представлен к награждению орденом Трудового Красного Знамени.
В 1972 году на площади 585 гектаров его звено сумело получить по 29,9 центнеров зерна кукурузы, в следующем, 1973 году – по 500 центнеров зелёной массы и 30,1 центнеров зерна с каждого из 622 гектаров, а также по 216 центнеров картофеля и 571 центнер сахарной свёклы с гектара. 
За большие успехи, достигнутые во Всесоюзном социалистическом соревновании, и проявленную трудовую доблесть в выполнении принятых обязательств по увеличению производства и продажи государству зерна и других продуктов земледелия в 1973 году, Указом Президиума Верховного Совета СССР от 11 декабря 1973 года Михаилу Дмитриевичу Мазаеву было присвоено звание Героя Социалистического Труда с вручением ордена Ленина и золотой медали «Серп и Молот».
Неоднократно принимал участие в Выставке достижений народного хозяйства (ВДНХ) СССР, награждался медалями и ценными подарками.
Проживал в родном селе Паюсово Орловской области.

## Награды
За трудовые успехи удостоен:
- золотая звезда «Серп и Молот» (11.12.1973)
- орден Ленина (11.12.1973)
- Орден Трудового Красного Знамени (08.04.1971)
- Медаль "За трудовое отличие" (23.06.1966)
- другие медали.